# Удружење студената електротехнике Европе — Локални комитет Београд
Удружење студената електротехнике Европе — Истек (скраћеница: EESTEC, од Electrical Engineering STudents European assoCiation) је студентска организација која студентима пружа могућност да остваре међународне контакте, унапреде своје стручно знање и упознају се са индустријским и образовним системом других земаља. Истек организује радионице, размене и многе друге активности како међународног, тако и локалног карактера.

## Кратак историјат
Идеја о Истеку у Београду родила се у августу 2000. године. На иницијативу локалног комитета Љубљана у новембру исте године група студената из Београда отишла је на размену у Будимпешту и након тога у соби 6 дома студената Лола основан је Истек локални комитет Београд.
Први учлањени Истековац је Невена Давитков, тада студент смера за телекомуникације.

## Локални комитет Београд
Студенти Електротехничког факултета Универзитета у Београду пуноправни су чланови овог удружења од 2001. године и за ово кратко време успели су да постану најбројнији и један од најорганизованијих локалних комитета у Европи. До сада су организовали осам догађаја на којима је угошћено преко 250 студената из 25 европских земаља који су били више него задовољни оним што су видели, а преко 100 домаћих студената су били гости на разменама и радионицама скоро свих локалних комитета Истека.

## Унутрашња организација
Највиши орган Истек ЛК Београд јесте Скупштина. Скупштини одговарају Председник са Управним одбором и Надзорни одбор. Као мање, неформалне јединице организације Удружења, формирају се тимови ради лакшег обављања послова неопходних за функционисање Удружења.

#### Скупштина
Скупштина је највиши орган управљања Удружења и чине је највише 40 чланова. По актуелном Статуту, чланови Скупштине могу да буду сви чланови Удружења који су у континуитету бар шест месеци до дана избора били чланови Удружења. Постоје три редовна заседања Скупштине. Прво редовно заседање се заказује крајем децембра и на њој се конституише Скупштина избором Председника Скупштине и верификацијом мандата њених чланова, бирају се Председник Удружења, чланови Управног одбора и чланови Надзорног одбора. Председник Удружења и чланови Управног одбора се бирају из редова чланова Скупштине и по избору остају пуноправни чланови Скупштине. Друго редовно заседање је у јуну и треће последње редовно заседање, када се састав Скупштине за актуелну годину распушта и када се бирају чланови Изборне комисије за наредни састав, заказује се половином новембра. Чланови Изборне комисије не могу да се кандидују за наредни састав Скупштине. Заседања Скупштине су јавна, отворена за све чланове Удружења.
Председник Скупштине заказује седницу Скупштине Удружења у договору са Управним одбором. Председник Скупштине може заказати ванредну седницу на предлог Управног одбора, на предлог Надзорног одбора, на предлог трећине чланова Скупштине или на предлог трећине чланова Удружења. Минимални размак између две седнице Скупштине је месец дана. У случају недостатка кворума, заседање се одлаже за недељу дана.
На Скупштини се дискутује о актуелним проблемима Удружења, доноси се Статут, Пословник о раду Скупштине и други акти. Скупштина може да од Управног одбора, на предлог било ког члана Скупштине, већином гласова за затражи да исту спроведе у дело.
Скупштини директно одговарају Председник Удружења, чланови Управног одбора и чланови Надзорног одбора подношењем полугодишњих извештаја о свом раду и раду Удружења и директним испитивањем од стране чланова Скупштине.

#### Председник
Председник се брине о раду Управног одбора, заказује седнице Управног одбора, обавља административне послове, потписује уговоре и споразуме, итд. Председник је пред законом одговоран за рад Удружења.

#### Управни одбор
Број чланова Управног одобра може бити од три до седам. Чланови Управног одбора се бирају из редова Скупштине, а број чланова Управног одбора и њихова задужења предлаже одлазећи Управни одбор.
Тренутно постоји седам чланова Управног одбора. То су:
- Председник,
- благајник, води рачуна о финансијским књигама Удружења и израђује полугодишњи финансијски извештај,
- контакт-особа, задужена за комуникацију у оквиру Удружења (комуникација са осталим локалним комитетима) и обавештавање чланства о раду Удружења,
- особа задужена за односе са привредом и стручне праксе, руководи тимом за прикупљање новчаних средстава,
- особа задужена за унутрашњу организацију, руководи тимом за активацију и мотивацију,
- особа задужена за информационе технологије, руководи тимом за информационе технологије, и
- особа задужена за односе са јавношћу и публикације, води тим за односе са јавошћу и тим за публикације.

Управни одбор је одговоран за рад Удружења пред Скупштином, а његов рад као и рад његових чланова контролише Надзорни орган.
Члан Управног одобра може да поднесе оставку. У том случају заказује се ванредно заседање Скупштине и из редова Скупштине бира се особа на место члана Управног одбора који је поднео оставку.

#### Надзорни одбор
Надзорни одбор је саветодавно тело које се састоји од три члана који су више од годину дана чланови Удружења, а од којих један мора да буде алумни члан. Надзорни одбор може да затражи извештај од било ког члана Управног одбора и да затражи сазивање седнице Скупштине. Мандат Надрорног одбора траје колико и мандат Управног одбора.

#### Тимови
Рад Удружења је, због ефикасности и продуктивности, подељен на тимове. Тренутно постоји пет тимова:
- тим за прикупљање средстава,
- тим за публикације,
- тим за информационе технологије,
- тим за односе са јавношћу,
- тим за активацију и рекреацију.

У наставку је кратак опис послова које обављају наведени тимови.

##### Тим за прикупљање средстава
Овај тим има следећа задужења:
- комуникација са другим субјектима (компанијама, универзитетима, итд),
- прикупљање донација и спонзорстава,
- прикупљање понуди за праксе, итд.

##### Тим за публикације
Послови које обавља тим за публикације су следећи:
- израда годишњака локалног комитета,
- дизајн и израда комплетних промотивних материјала Удружења,
- припрема пропратног материјала намењеног догађајима које Удружење организује,
- сарадња са међународним тимом одговорним за публикације, итд.

##### Тим за информационе технологије
Основна улога тима за информационе технологије Истек ЛК Београд јесте да пружи хардверску и софтверску подршку осталим ресорима локалног комитета. То се своди на неколико стандардних и мноштво нестандардних послова. Конкретно, између осталог, овај тим је задужен за:
- производњу и одржавање свих Интернет презентација локалног комитета,
- учествовање у производњи промотивног материјала (у сарадњи са тимом за односе са јавношћу и тимом за публикације),
- одржавање база података локалног комитета (подацима о свим члановима, базе података тима за прикупљање средстава и тима за односе са јавношћу),
- одржавање мејлинг листа локалног комитета,
- одржавање тренинга члановима локалног комитета,
- давање стручног мишљења,
- производња софтвера за потребе локалног комитета,
- набавку и инсталацију неопходног хардвера, итд.

Тима за информационе технологије подстиче развој вештина стручне природе и пренос знања на остале чланове Удружења. Настојања су да се чланови овог тима баве развојем пројеката који би у највећој мери добринели напретку њихових личности на професионалном плану.

##### Тим за односе са јавношћу
Тим који се бави промовисањем Удружења и свих пројеката у јавности кроз сарадњу са медијима и израду публикација у сарадњи са тимом за публикације и информационе технологије.

##### Тим за активацију и рекреацију
Овај тим има следећа задужења:
- организација промоција и презентација удружења на факултету,
- учлањење у Удружење и упознавање нових чланова са Удружењем,
- мотивисање и активирање чланова,
- организовање дружења, журки и других забавних дешавања,
- организовање предавања и тренинга за едукацију чланова,
- бележење активности чланова, итд.

## Активности
Удружење тежи да развије и поспеши сарадњу међу студентима, као и сарадњу измећу студената и компанија, универзитета и других студентских организација. Негује се рад у тиму кроз забаву и дружење, ширење позитивне енергије, подстиче се опробавање и вежбање професионалних вештина које нису директно везане за струку. Током година Удружење је развило диапазон догађаја преко којих се набројано и постиже.
По карактеру, односно према томе ко учествује на њима, догађаји и активности су најчешће подељени на локалне и међународне. Правило је да се статус пуноправног члана Удружења мора одржати кроз организовање бар једног међународног догађаја у години.

### Активности локалног карактера
Мотивациони викенди, журке, спортски дани, летња и алумни окупљања су најчешће активности који имају за циљ да мотивишу чланове и успоставе познанства и пријатељства. 
Традиционалну журку отвореног типа за Дан заљубљених No Love No Life организујемо сваке године 14. фебруара у сарадњи са Удружењем студената технике Европе — Београд. 
Посебан догађај забавног карактера је Истек час. Током једног часа, сви локални комитети Удружења настоје да кроз разне врсте игара, дељење бомбона, чоколадица, балона и сличних занимација на прометним местима у градовима у којима се налазе покажу случајним пролазницима шта је то Дух Истека. За тај један час, суграђани могу да се подобније упознају са Истеком, да проћаскају са члановима Истека о било чему, да се поиграју и да наставе свој првобитан пут насмејаног лица.
Мотивациони викенди се, ипак, издвајају из ове групе будући да су то, поред тога што су забавни, такође, научни и културни догађаји. Они трају два до три дана у оквиру којих се чланство обучава кроз тренинге и друге видове едукације; обилазе се културни објетки и споменици; организују се журке и спортске активности. Мотивациони викенди се по правилу организују ван Београда, неретко на чистом планинском и сеоском ваздуху, упознајући тако чланство са завичајем.
Међународни Истек има свој тим тренера — чланова који су посебно обучавани такође од стране Истек тренера како да на најбољи и најефективнији начин пренесу знања на остале чланове. По угледу на Мећународни Истек, локални комитет Београд на локалном нивоу одржава тренинге за своје чланове. Циљ је да се обуче људи за послове који су битни за рад Удружења, али и да би стекли вештине које сваком модерном пословном човеку могу да значе у будућој професионалној каријери. Тренинзи и предавања локалног комитета Београд се често одржавају у сарадњи са компанијама, где своја искуства на чланове преносе људи са вишегодињим радним искуством.
Већ неколико година за редом чланови Удружења имају прилику да раде, као техничка подршка, у организацији ТЕЛФОР-а, највећег научног годишњег симпозијума о телекомуникацијама на Балкану, и Синергије, највећег годишњег Мајкрософтовог окупљања у региону. Поред ТЕЛФОР-а, били смо и техничка подршка на Оснивачком конгресу Задужбине дипломираних студената и пријатеља Електротехничког факултета у Београду (ЕТФ БАФА) и на Мајкрософтовим Офис данима.

### Активности међународног карактера
Норму организовања барем једног догађаја годишње локални комитет Београд испуњава већ девет година за редом. 
Врхунац успешног деловања београдског локалног комитета је Конгрес студената електротехнике Европе који се у Београду одржао у два наврата: у марту 2004. и 2008. године. На првом је учешће узело око 80 страних студената - представника из 24 локална комитета, а на другом око 120 студената - представника 45 локалних комитета. Затим, Председничка конференција Удружења која је у Београду организована 2007. године. Ово су званични годишњи догађаји на којима се расправља и одлучује о битним питањима по Удружење.
Поред тога, Удружење организује мећународне радионице и размене. Размене су међународни догађаји културног и забавног садржаја. Током размена странци се најбоље упознају са менталитетом и културом домаћина. За разлику од размена, радионице су догађаји који садрже академски програм. Обично је то интензивни курс изабране теме из домена струке, мада то не никако није правило. Тежи се да тема буде савремена и занимљива, и за предаваче се узимају стручњанци у својим професијама.
Један од међународних догађаја које локални комитет Београд није имао прилику да организује јесте Тренинг за тренере, популарни ти-фор-ти (Training For Trainers, скр. Т4Т). Овај догађај није чест као остали. На њему постојећи тренери обучавају нову генерацију тренера када се за тако нечим укаже потреба.

### Наши пројекти
Школа страних језика - У сарадњи са Филолошким факултетом, Истек ЛК Београд, дошао је на идеју да организује бесплатну школу енглеског језика за све студенте Електротехничког факултета. Први курс почео је почетком летњег семестра 2010. године, а око 100 пријављених студената доказ је изузетне заинтересованости и потребе за оваквим видом усавршавања. Настава се изводила два пута недељно, а предавачи су били студенти завршних година Филолошког факултета, којима је држање наставе урачунато у праксу. Студенти су на основу резултата теста распоређени у групе, при чему је једна група пратила припремну наставу за TOEFL. На овај начин студенти су добили прилику да бесплатно, на свом факултету унапреде знање енглеског језика и припреме се за полагање TOEFL теста, који је већини студената неопходан услов за упис мастер студија у иностранству.
Због великог интересовања студената, одлучили смо да у сваком наредном семестру организујемо овај курс, а данас поред енглеског студенти Електротехничког факултета могу учити и немачки језик.
Семинар Soft Skills Academy - Unapredi svoje sposobnosti! - Бесплатан петодневни семинар за усавршавање личних и професионалних вештина намењен студентима свих факултета у Београду. Soft Skills Academy је догађај који подстиче студенте да раде на сопственом усавршавању и развоју личних и професионалних вештина неопходних за успешну каријеру. Сваке године се бира 50 студената са факултета у Београду који имају прилику да учествују на тренинзима презентационих и комуникационих вештина, рада у тиму, временског планирања, вођења пројеката, решавања конфликата и развијања лидерских вештина. Тренинге држе сертификовани Истек тренери, представници консултантских кућа и компанија са којима сарађујемо. 
Семинар је први пут одржан 2010. године. Изузетно велико интересовање младих потврдило је потребу за одржавањем манифестације оваквог типа. Предност при избору учесника имају друштвено активни студенти завршних година, они који умеју да препознају важност стеченог знања и његов утицај на своје даље активности, као и они који су спремни да та знања конкретно примене.
Семинар Brand New Engineers - Od integrala do inženjera! је намењен студентима Електротехничког факултета. Циљ овог семинара је да омогући студентима да се кроз низ предавања упознају са актуелним пројектима на којима тренутно раде њихови професори, асистенти и колеге, као и о технологијама које користе.
Похађањем овог семинара, студенти добијају јасну представу о томе у ком правцу се развија електротехника, као и шта има тенденцију да буде актуелно на тржишту кроз пар година. Осим тога, студенти стичу реалну слику о проблемима са којима се сусрећу њихове старије колеге које су већ у радном односу. Стога, овај догађај преставља изузетну прилику да се на једном месту окупе амбициозни студенти Електротехничког факултета који желе да сазнају шта их чека врло брзо када дипломирају.

## Организовани догађаји
Следи хронолошки списак догађаја организованих од стране Истек локалног комитета Београд од свог настанка, па до данас. Такође, ту су пописани догађаји на којима је ово удружење сарађивало са компанијама и другим организацијама.

#### Током 2003.
- Учешће у организацији Првог Конгреса ЕТФ БАФА 2003
- Учешће у организацији Телекомуникационог форума ТЕЛФОР 2003
- Међународна размена Elektrijada Exchange 2003
- Излет у Новом Саду
- Журка у клубу Лола, 2003.

#### Током 2004.
- Учешће у организацији Другог Конгреса ЕТФ БАФА 2004, 25-26. децембар
- Учешће у организацији Телекомуникационог форума ТЕЛФОР 2003, 23-25. новембар
- Радионица Signals and Systems у Београду, 6-14. новембар
- Учешће у организацији Мајкрософт Синергије 2004, 11-13. октобар
- Летњи дан, Ада Циганлија, Београд, 14. јул
- Алумни дан, Ада Циганлија, Београд, 13. јул
- Међународна размена Elektrijada Exchange 2004, 9-17. мај
- Учешће у организацији Мајкрософтовог догађаја Office дани, 12.-16. априла
- Конгрес студената електротехнике Европе 2004, 21-29. март

#### Током 2005.
- Учешће у организацији Еурокон-Телфор, 21. новембар - 24. новембар
- Радионица Computer as a Tool у Београду, 19-26. новембар
- Сајам послова за студенте и дипломце техничко-технолошких факултета JobFair 05 - Kreiraj svoju budućnost!, 7-8. новембар
- Учешче у организацији Трећег Конгреса ЕТФ БАФА и Дана факултета 2005, 31 октобар - 14. новембар
- Међународна размена Elektrijada Exchange 2005, 12-14 октобар
- Учешће у организацији Мајкрософт Синергије 2005, 12-14 октобар
- Прослава 5 година постојања Истек ЛК Београд
- Излет на Авалу, 5. јун
- Алумни дан
- Журка за Дан заљубљених , 14. фебруар

#### Током 2006.
- Међународна размена GRab Autumn in Belgrade, 10-14. децембар
- Сајам послова за студенте и дипломце техничко-технолошких факултета JobFair 06 - Kreiraj svoju budućnost!, 6-7. новембар
- Такмичење студентски радова и конференција Tesla - Neverending Story, 8-16. јул
- Школа плеса, током децембра
- Спортски дан Изазовите Управни одбор, Ада Циганлија
- Истек час, 25. мај, 18.00 часова
- Мотивациони викенд у Гамзиграду,
- Журка на бродићу, 2006.
- Журка за Дан заљубљених No Love No Life, 14. фебруар 2006.
- Изборна скупштина, 06. децембар 2005.

#### Током 2007.
- Предавање компаније Procter & Gamble: Lead, 15. децембар
- Предавање компаније Procter & Gamble: Manage Your Time, 15. децембар
- Председничка конференција Удружења (EESTEC Chairpersons' Meeting, ECM), 10-16. децембар
- Међународна радионица GoFarming!, 2-9. децембар
- Журка поводом завршетка такмичења у програмирању <ecode> , 4. децембар
- Такмичење у програмирању компаније TopCoder <ecode> , 4. децембар
- Предавање компаније Pexim Solutions: Нови трендови и технике програмирања, 4. децембар
- Предавање компаније Mozzart IT: Агилне методологије развоја софтвера - примери из праксе, 4. децембар
- Школа плеса, током децембра
- Предавање у сарадњи са Амбасадом Сједињених Америчких Држава: Innovations in Robotics and Artificial Intelligence, 30. новембар
- Предавање компаније Procter & Gamble: "Speak with confidence", 30. новембар
- Рођенданска журка у Клубу студената технике, 12. новембар
- Презентација Апатинске пиваре компаније InBev, 7. новембар
- Сајам послова за студенте и дипломце техничко-технолошких факултета JobFair 07 - Kreiraj svoju budućnost!, 5-6. новембар
- Предавање консултантске куће ConsulTeam: Како написати добар си-ви?, 2. новембар
- Журка у клубу Ка-Пе, 1. октобар
- Летњи и алумни дан Истека и Беста, 17. август
- Летњи и алумни дан, 8. јул
- Презентација Универзитета у Лугану, 1. јун
- Истек час, 26. мај, 18.00 часова
- Међународна размена Elektrijada Exchange 2007, Београд - Чањ, 12-20. мај
- Мотивациони викенд у Бајиној Башти, 13-15. април
- Такмичење у програмирању компаније TopCoder <ecode>, 21-23. март
- Спортски дан на Ади, 17. март
- Журка за Дан заљубљених No Love No Life, 14. фебруар 2007.
- Изборна скупштина, 24. децембар 2006.

#### Током 2008.
- Прослава рођендана Удружења у ресторану Sent Andreia, 13. децембар
- Презентација Апатинске пиваре компаније InBev, 18. новембар
- Сајам послова за студенте и дипломце техничко-технолошких факултета JobFair 08 - Kreiraj svoju budućnost!, 3-4. новембар
- Прадавање компаније Procter & Gamble: Market Yourself, 28. октобар
- Мотивациони викенд на Рајцу, 11-12. октобар
- Журка у клубу Scandal, 30. септембар
- Роштиљ на Ади Циганлији, 12. септембар
- Летњи и алумни дан на Ади Циганлији, 13. јул
- Прадавање компаније Procter & Gamble: Тимски рад, 6. јуна
- Истек час, 3. јун, 17.00 часова
- Такмичење у програмирању компаније Pexim Solutions Ultimate Coding Challenge 2008, 3. јун
- Међународна радионица Eurosong Workshop - Press Play, Hear EESTEC, 19-26. мај
- Мотивациони викенд на Јастрепцу, 18-20. април
- Прадавање компаније Procter & Gamble: Market Yourself, 2. април
- Журка за Дан заљубљених No Love No Life, 14. фебруар 2008.
- Изборна скупштина, 27. децембар 2007.

#### Током 2009.
- Мотивациони викенд, планина Ртањ, 15-17. мај
- Конгрес судената електротехнике Европе 2009, Београд-Сарајево, 20-30. март
- Журка за Дан заљубљених No Love No Life, 14. фебруар 2009.
- Изборна скупштина, 26. децембар 2008.

#### Током 2010.
- Журка за Дан заљубљених No Love No Life, 14. фебруар
- Мотивациони викенд, Гоч, март
- Школа енглеског језика
- Семинар Soft Skills Academy - Unapredi svoje sposobnosti!, април
- Међународна размена EESTEC Spring Break - Elektrijada Calling, Чањ, 19-25. мај
- Сајам послова за студенте и дипломце техничко-технолошких факултета JobFair 10 - Kreiraj svoju budućnost!, 1-2. новембар
- Семинар Brand New Engineers - Od integrala do inženjera!, 20-24. децембар
- Прослава 10. рођендана ЛК Београда

#### Током 2011.
- Журка за Дан заљубљених No Love No Life, клуб Hypnotic, 14. фебруар
- Мотивациони викенд, Бања Врујци, 25-27. фебруар
- Међународна студентска радионица Lead The Way!, 7-16. март
- Семинар Soft Skills Academy - Unapredi svoje sposobnosti!, 12-16. април
- Школа енглеског и немачког језика
- Истек час, 26. мај
- Журка Последњи испит, 11. јул
- GToc - Grant Team Operational Conference, 16-22. август
- Сајам послова за студенте и дипломце техничко-технолошких факултета JobFair 11 - Kreiraj svoju budućnost!, 7-8. новембар
- Семинар Brand New Engineers - Od integrala do inženjera!, 5-9. децембар
- Конференција младих инжењера Европе - Freeze The Time, 23-29. децембар

#### Током 2012.
- Журка за Дан заљубљених No Love No Life, Wait & Stay бар, 14. фебруар
- Мотивациони викенд, Гучево, 2-4. март
- Међународна конференција студената електротехнике у Београду - Belgrade State of Mind, 11-18. март
- Школа страних језика
- Семинар Soft Skills Academy - Unapredi svoje sposobnosti!, 17-21. април
- Роштиљ на Ади Циганлији, 1. мај
- Сајам послова за студенте и дипломце техничко-технолошких факултета JobFair 12 - Kreiraj svoju budućnost!, 5-6. новембар
- Такмичење у програмирању компаније PSTech, децембар
- Семинар Brand New Engineers - Od integrala do inženjera!, 12. новембар-7. децембар
- Међународна академска радионица ExploRED Planet, 9-16. децембар
- Изборна скупштина, 25. децембар

#### Током 2013.
- Журка за Дан заљубљених No Love No Life, клуб Troy , 14. фебруар
- Мотивациони викенд, Перућац, 1-3. марта
- Семинар личних и професионалних вештина Soft Skills Academy - Unapredi svoje sposobnosti!, 9-13. април
- Такмичење у програмирању Berkeley & Belgrade: Build the Future, 21. април
- Међународна академска радионица World Beyond Tomorrow, 12-19. мај
- Школа енглеског и немачког језика, летњи семестар
- Сајам послова за студенте и дипломце техничко-технолошких факултета JobFair 13 - Kreiraj svoju budućnost!, 4-5. новембар
- Семинар Brand New Engineers - Od integrala do inženjera!, 2-10. децембар
- Изборна скупштина, 16. децембар

#### Током 2014.
- Журка за Дан заљубљених No Love No Life, клуб Молокини , 14. фебруар
- Мотивациони викенд, Перућац, 28. фебруар-2. марта
- Воћни сат одржан поводом Светског дана здравља, 7. април
- Међународна конференција студената електротехнике у Београду - Belgrade State of Mind Vol. 2, 6-13. април
- Семинар личних и професионалних вештина Soft Skills Academy - Unapredi svoje sposobnosti!, 13-17. мај
- Сајам послова за студенте и дипломце техничко-технолошких факултета JobFair 14 - Kreiraj svoju budućnost!, 3-4. новембар
- Семинар Brand New Engineers - Od integrala do inženjera!, 1-10. децембар
- Међународна академска радионица Design Sprint, 14-21. децембар